# Somewhere in Time
Somewhere in Time ("Десь у часі") — шостий студійний альбом англійського Iron Maiden, виданий в 1986 році.

## Список композицій
1. Caught Somewhere in Time — 7:26
2. Wasted Years — 5:08
3. Sea of Madness — 5:42
4. Heaven Can Wait — 7:21
5. The Loneliness of the Long Distance Runner — 6:31
6. Stranger in a Strange Land — 5:45
7. Deja-Vu — 4:56
8. Alexander the Great — 8:36

## Позиції в чартах
| Чарт            | Позиція |
| --------------- | ------- |
| Австралія       | 23      |
| Австрія         | 10      |
| Велика Британія | 3       |
| Італія          | 10      |
| Канада          | 15      |
| Нідерланди      | 2       |
| Німеччина       | 8       |
| Нова Зеландія   | 5       |
| Норвегія        | 8       |
| США             | 11      |
| Швеція          | 6       |